# Henrik Teske
Henrik Teske (* 28. Februar 1968) ist ein deutscher Schachmeister.

## Leben
Henrik Teske erlernte das Schachspiel schon früh im Elternhaus. Trainingspartner war zunächst der eineinhalb Jahre ältere Bruder, im Alter von 6 Jahren trat er schließlich erstmals einem Schachverein bei.
Im Jahre 1985 gewann Henrik Teske die DDR-Meisterschaft im Blitzschach. Teske siegte oder belegte vordere Plätze in mehreren Turnieren: 2. Platz beim Turnier in Guildford (1991), 3. Platz beim Turnier in Karlsruhe (1991), 3. Platz beim Turnier in Gifhorn (1992), 2. Platz beim Berliner Sommer 1993 hinter Karen Movsesjan, 1. Platz beim Open in Wattens (1998), 1. Platz beim Turnier in Frohnleiten (1998), 2. Platz beim Turnier Capablanca Memorial Premier in Havanna (1998), 1. Platz beim Open in Bad Wörishofen (2006) und 1. Platz beim Nord-West-Cup in Bad Zwischenahn. Seine beste Elo-Zahl erreichte er im Juli 2007 mit 2578 nach einer sehr starken Bundesligasaison.
Teske trägt seit 1988 den Titel Internationaler Meister, den Großmeister-Titel erhielt im Jahr 1996.
Henrik Teske ist Maschinenbauingenieur. Er hat verschiedene Schachbücher vom Englischen ins Deutsche übersetzt.

## Vereine
Vereinsschach spielte er in der deutschen 1. Bundesliga in der Saison 1991/92 für den SV Erfurt West, von 1992 bis 1994 für die SG Porz in der 1. und 2. Bundesliga, von 1994 bis 1997 in der 1. Liga für den Dresdner SC, mit dem er auch zweimal am European Club Cup teilnahm. In der Saison 1997/98 spielte er bei Empor Erfurt in der Oberliga Ost, danach wechselte er zum TV Tegernsee, mit dem er 1999 in die 1. Bundesliga aufstieg. Mit Tegernsee spielte er bis 2009 in der 1. Liga und nahm auch am European Club Cup 2005 teil. 2009 wechselte er zum SC Remagen, mit dem er bis 2012 in der 1. Bundesliga und in der Saison 2012/13 in der Oberliga Südwest spielte. Von 2013 bis 2015 spielte er für den SV Glück auf Rüdersdorf, ab der Saison 2016/17 ist er wieder für den SV Empor Erfurt gemeldet.
In der österreichischen 1. Bundesliga (bis 2003 Staatsliga A) spielte er von 1994 bis 1996 für VÖEST Linz, von 1998 bis 2002 für den SK Merkur Graz, mit dem er 1999, 2000, 2001 und 2002 Meister wurde und dreimal am European Club Cup teilnahm, in der Saison 2006/07 für die Spielgemeinschaft Absam/Innsbruck, in der Saison 2010/11 für Stryia Graz und in der Saison 2011/12 die Spielgemeinschaft Kufstein/Wörgl.